# Halalo
Halalo est une localité française, qui n'a pas le statut de commune mais le statut de village, de Wallis-et-Futuna, dans le district de Mu'a, au sud de l'île de Wallis.

## Urbanisme

### Hameaux, lieux-dits et écarts
À Wallis, les villages sont divisés en plusieurs sections (des « classes », kalasi) qui se complètent ou se relaient dans toutes les entreprises collectives et pour l’organisation des cérémonies. Parmi ces kalasi se trouvent des zones résidentielles nommées api.

#### Api
Akoka, Alasi, Atalika, Atatala, Atu'a, Fa'afekula, Fakagalogata'a, Fakaloto, Fale'alili, Fale tagata, Fekai, Fetoa, Gaogao, Haafuluhao, Hamatoga, Hamuika, Hoā, Kaha, Kinokino, Lagamai, Lalopaogo, Lalopua, Lanumea, Lelega, Liu, Lotoa, Matagā, Matātufu, Ma'uga, Meituutahi, Milofotu, Musiē, Omoeniu, Papā, Pipi, Pola, Popoto, Siagahu, Sihihi, Sitemala, Tafaga, Tafi, Tanopapa, Tapuhu, Tokamanu, Toloa, Uo, Utua, Utukie, Utulei, Vaimaga, Velihe, Velipolo.

## Politique et administration

### Liste des chefs de village (siuafu)
| Période                                  | Période  | Identité           | Étiquette | Qualité |
| ---------------------------------------- | -------- | ------------------ | --------- | ------- |
| Les données manquantes sont à compléter. |          |                    |           |         |
| 1939                                     | 1942     | Pelenato Fuluhea   |           |         |
| Les données manquantes sont à compléter. |          |                    |           |         |
| ?                                        | 2014     | Sosefo Pekatautahi |           |         |
| 25 juin 2016                             | 2017     | Petelo Uveakovi    |           |         |
| 2017                                     | En cours | Lie Lagikula,      |           |         |

## Population et société

### Démographie
Le village de Halalo compte une population de 471 habitants en 2018 et de 460 habitants au dernier recensement de 2023.

## Culture locale et patrimoine

### Lieux et monuments
En 2013, une statue rendant hommage à Pelenato Fuluhea est érigée à Halalo,.

### Personnalités liées à la commune
- Pelenato Fuluhea (1903-1970), roi d'Uvea, né à Halalo.
- Aukusitino Manuohalalo (1947-2016), homme politique français, né à Halalo.